# Nike (Architekturpreis)

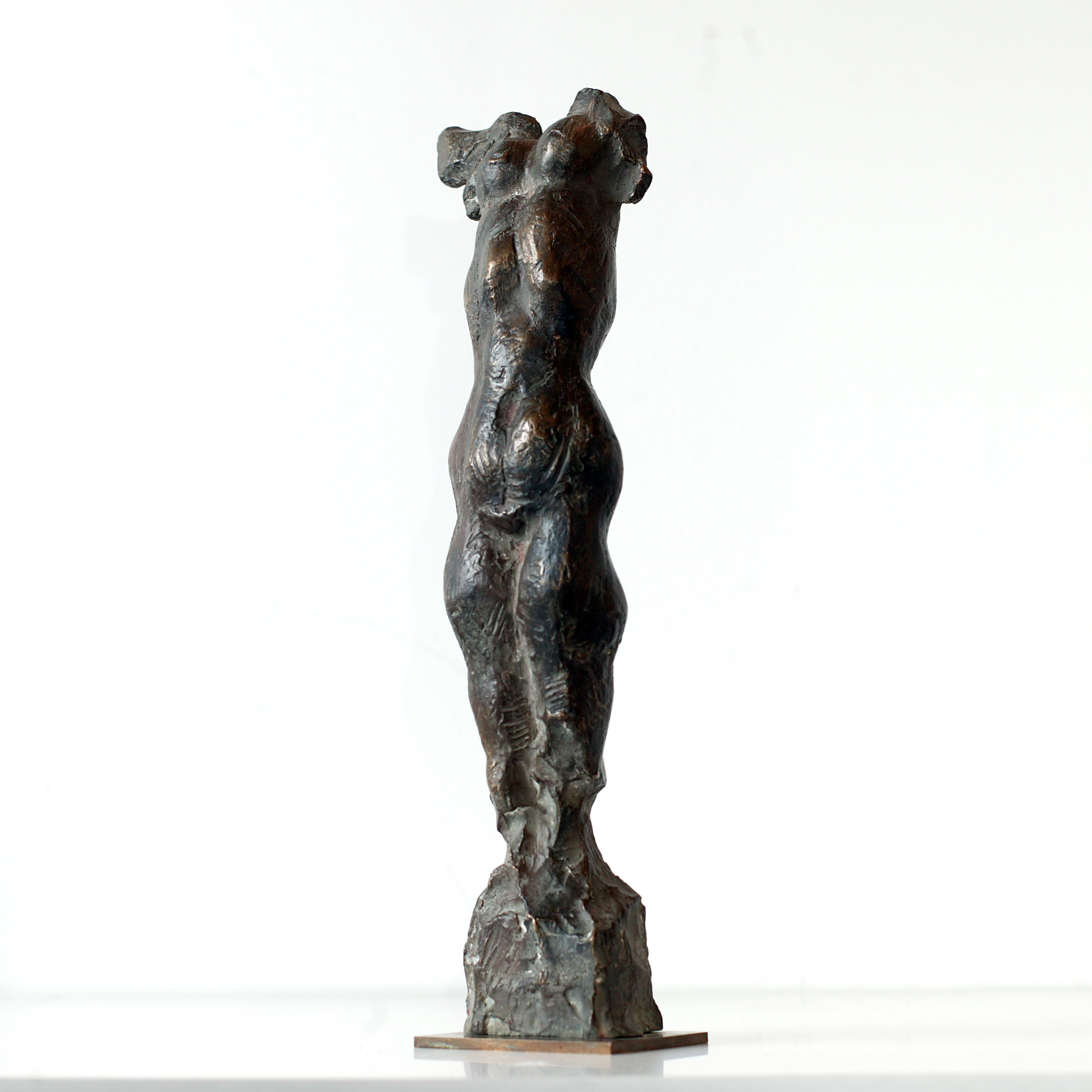
Große Nike – Plastik von Wieland Förster

Der BDA-Architekturpreis Nike ist ein im Jahr 2007 erstmals und alle drei Jahre weitere Male vergebener, undotierter Architekturpreis des Bundes Deutscher Architekten BDA.
Als Hauptpreis wird die Große Nike, eine von Wieland Förster gestaltete Plastik, verliehen. Die weiteren sechs Preiskategorien Symbolik, Atmosphäre, Fügung, Komposition, Soziales Engagement und Neuerung, in denen jeweils eine „Nike“ vergeben wird, veranschaulichen die Fülle und Vielfalt architektonischer Qualitätskriterien. Deren Preisträger erhalten eine Nike-Zeichnung Försters. Seit 2013 wird außerdem die „Klassik-Nike“ für den besonderen Wert eines Bauwerks oder städtebaulichen Projekts verliehen, das sich über mehrere Jahrzehnte in der Nutzung bewährt hat und noch immer als vorbildlich gilt.
Die Nominierungen der Projekte erfolgen durch die BDA-Landesverbände. Der BDA-Architekturpreis ist nach der Siegesgöttin Nike benannt.

## Preisträger

### 2007
Die Verleihung der Nike fand 

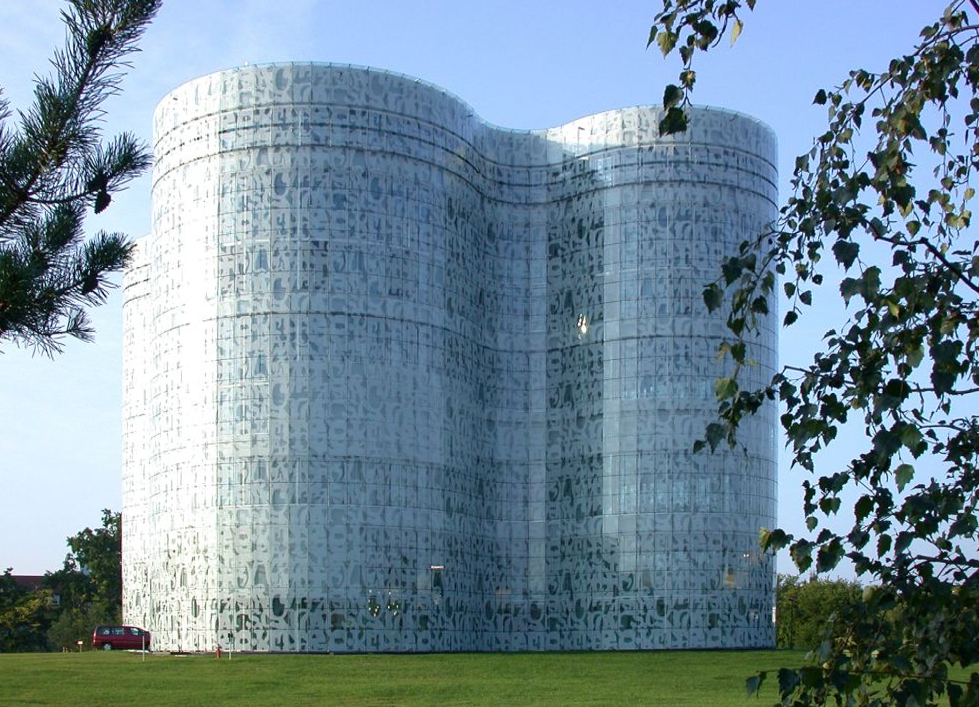
IKMZ

- Große Nike: Informations-, Kommunikations- und Medienzentrum (IKMZ) der BTU Cottbus; Architekten: Herzog & de Meuron, Basel; Bauherr: Land Brandenburg[1]
- Nike für die beste stadtbauliche Interpretation: Bürohaus Deichtor, Hamburg; Architekten: Bothe Richter Teherani, Hamburg; Bauherr: Becken Investitionen + Vermögensverwaltung, Hamburg
- Nike für den architektonischen Gesamtausdruck: IKMZ der BTU Cottbus; Architekten: Herzog & de Meuron, Basel; Bauherr: Land Brandenburg, Liegenschafts- und Bauamt Cottbus
- Nike für die beste Raumwirkung: Sanierung des Olympiastadions Berlin; Architekten: Gerkan, Marg und Partner, Hamburg; Bauherr: Land Berlin, Senatsverwaltung für Stadtentwicklung
- Nike für soziales Engagement: Hauptverwaltung des Ernsting Service Center, Coesfeld-Lette; Architekten: David Chipperfield, London; Bauherr: Ernsting’s Bau & Grund GmbH & Co. KG, Coesfeld-Lette
- Nike für die beste ökologische Konzeption: Geschäftsstelle Südwestmetall, Stuttgart; Architekten: Dominik Dreiner, Gaggenau; Bauherr: Südwestmetall, Stuttgart
- Nike für Detailvollkommenheit: Ausstellungsgebäude in der ehemaligen Königlichen Kunstakademie an der Brühlschen Terrasse, Dresden; Architekten: Auer + Weber, Stuttgart, und Rolf Zimmermann, Dresden; Bauherr: Freistaat Sachsen, Staatsbetrieb Sächsisches Immobilien- und Baumanagement, Dresden
- Nike für Preis und Leistung: Winterbadeschiff, Berlin; Architekten: Wilk-Salinas Architekten, mit Thomas Freiwald, beide Berlin; Bauherr: Kulturarena Veranstaltungs GmbH, Berlin

### 2010

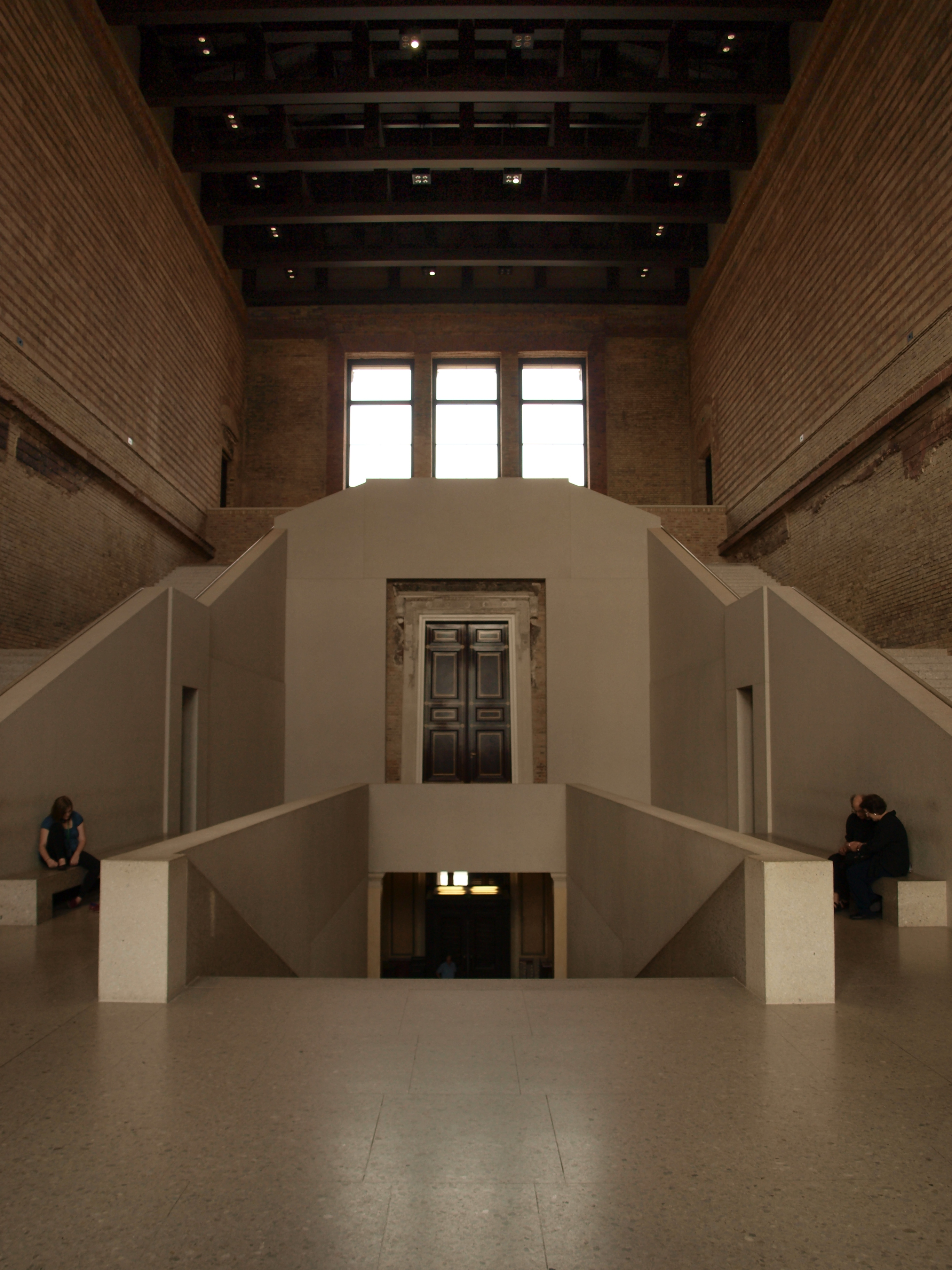
Neues Museum, Treppenhaus (Foto: 2011)

Die Verleihung der Nike fand am 8. Mai 2010 statt. Die Preiskategorien wurden im Jahr 2010 zum Teil verändert.
- Große Nike: Wiederaufbau Neues Museum, Berlin; Architekten: David Chipperfield, London und Berlin; Bauherr: Stiftung Preußischer Kulturbesitz, vertreten durch das Bundesamt für Bauwesen und Raumordnung[3]
- Nike für die beste stadtbauliche Interpretation: Jacob-und-Wilhelm-Grimm-Zentrum, Berlin; Architekten: Max Dudler, Berlin; Bauherr: Humboldt-Universität zu Berlin, vertreten durch die Senatsverwaltung für Stadtentwicklung, Berlin
- Nike für die beste atmosphärische Wirkung: Moritzburg, Halle (Saale); Architekten: Nieto Sobejano Arquitectos (Fuensanta Nieto und Enrique Sobejano), Berlin; Bauherr: Stiftung Kunstmuseum Moritzburg des Landes Sachsen-Anhalt
- Nike für die beste Raumbildung: Museum Luther-Geburtshaus, Eisleben; Architekten: Springer Architekten, Berlin; Bauherr: Stiftung Luthergedenkstätten, Lutherstadt Wittenberg
- Nike für soziales Engagement: Wohnquartier am Altenhagener Weg, Hamburg-Wandsbek; Architekten: Springer Architekten, Berlin; Bauherr: Helvetia – Schweizerische Versicherungsgesellschaft AG, St. Gallen/Schweiz
- Nike für die beste städtebauliche Symbolik: Zollverein School of Management and Design, Essen; Architekten: SANAA (Kazuyo Sejima und Ryūe Nishizawa), Tokio, und Heinrich Böll, Essen (executive architect); Bauherr: Entwicklungsgesellschaft Zollverein mbH, Essen
- Nike für Detailvollkommenheit: Wiederaufbau Neues Museum, Berlin; Architekten: David Chipperfield Architects, London und Berlin; Bauherr: Stiftung Preußischer Kulturbesitz, vertreten durch das Bundesamt für Bauwesen und Raumordnung
- Nike für Preis und Leistung: Verwaltungsgebäude der Stadtentwässerungsbetriebe, Köln; Architekten: Schilling Architekten, Köln; Bauherr: Stadtentwässerungsbetriebe AÖR, Köln

### 2013

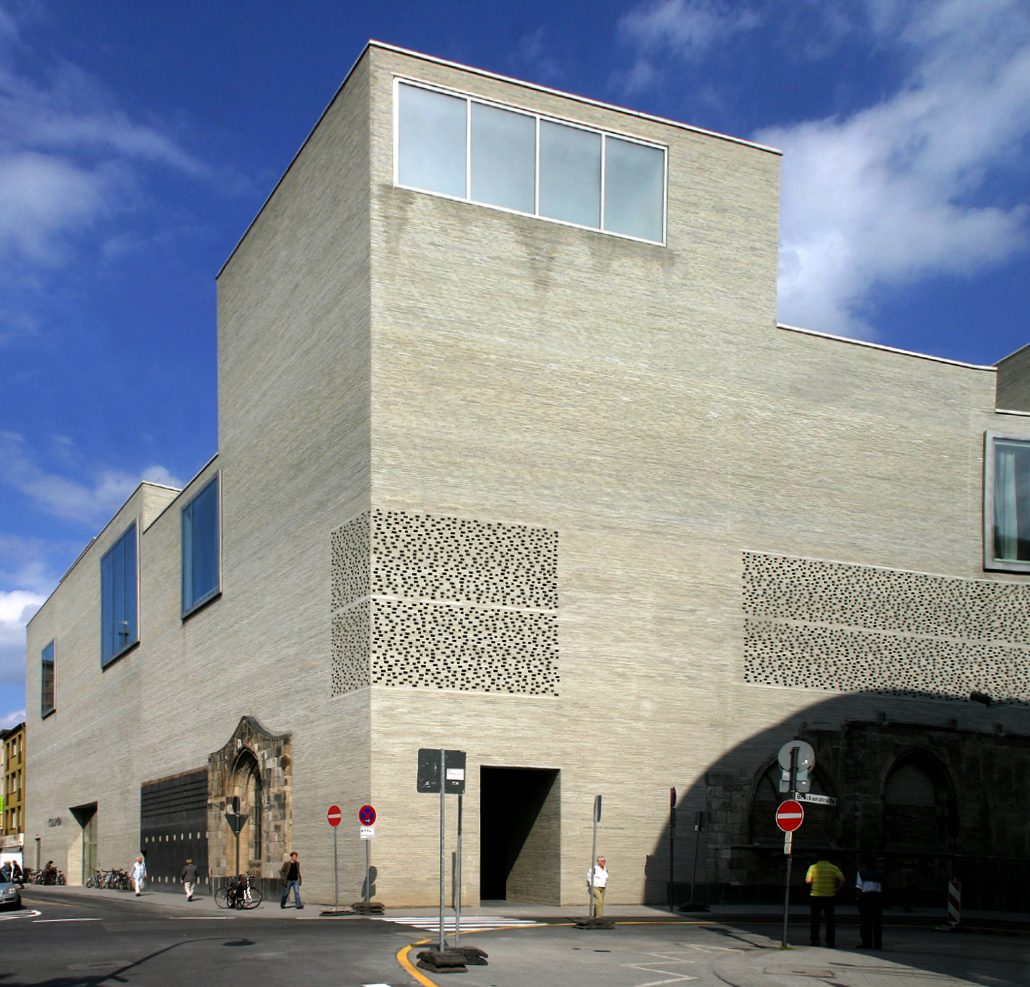
Kolumba Kunstmuseum (Foto: 2007)

Die Verleihung der Nike fand am 21. Juni 2013 im Deutschen Filmmuseum in Frankfurt am Main statt.
- Große Nike: Kolumba Kunstmuseum des Erzbistums Köln, Köln; Architekt: Peter Zumthor und Rainer Weitschies, Haldenstein; Bauherr: Erzbistum Köln, Generalvikariat, Köln
- Nike für Symbolik: Schneekirche, Mitterfirmiansreut; Architekten: Koeberl Doeringer Architekten, Passau; Bauherr: Verein 100 Jahre Schneekirche Mitterfirmiansreut e. V.
- Nike für Atmosphäre: Kolumba Kunstmuseum des Erzbistums Köln, Köln; Architekt: Peter Zumthor, Haldenstein; Bauherr: Erzbistum Köln, Generalvikariat, Köln
- Nike für Fügung: Erweiterung Nya Nordiska, Dannenberg (Elbe), Architekten: Volker Staab, Berlin; Bauherr: NYA Nordiska Verwaltungs GmbH, Dannenberg
- Nike für Komposition: Tannerhof in Bayrischzell, Architekten: Florian Nagler Architekten, München; Bauherr: Tannerhof GmbH, Bayrischzell
- Nike für Neuerung: Erweiterung Städel Museum, Frankfurt am Main, Architekten: schneider+schumacher, Frankfurt am Main; Bauherr: Städelsches Kunstinstitut, Frankfurt am Main
- Nike für soziales Engagement: Betriebsrestaurant mit Auditorium, Ditzingen, Architekten: Barkow Leibinger, Berlin; Bauherr: TRUMPF GmbH, Ditzingen
- Klassik-Nike: Olympiapark München. Anlagen und Bauten für die Olympischen Spiele 1972, München, Architekten: Behnisch & Partner, Stuttgart; Bauherrin: Olympiabaugesellschaft mbH, München

### 2016

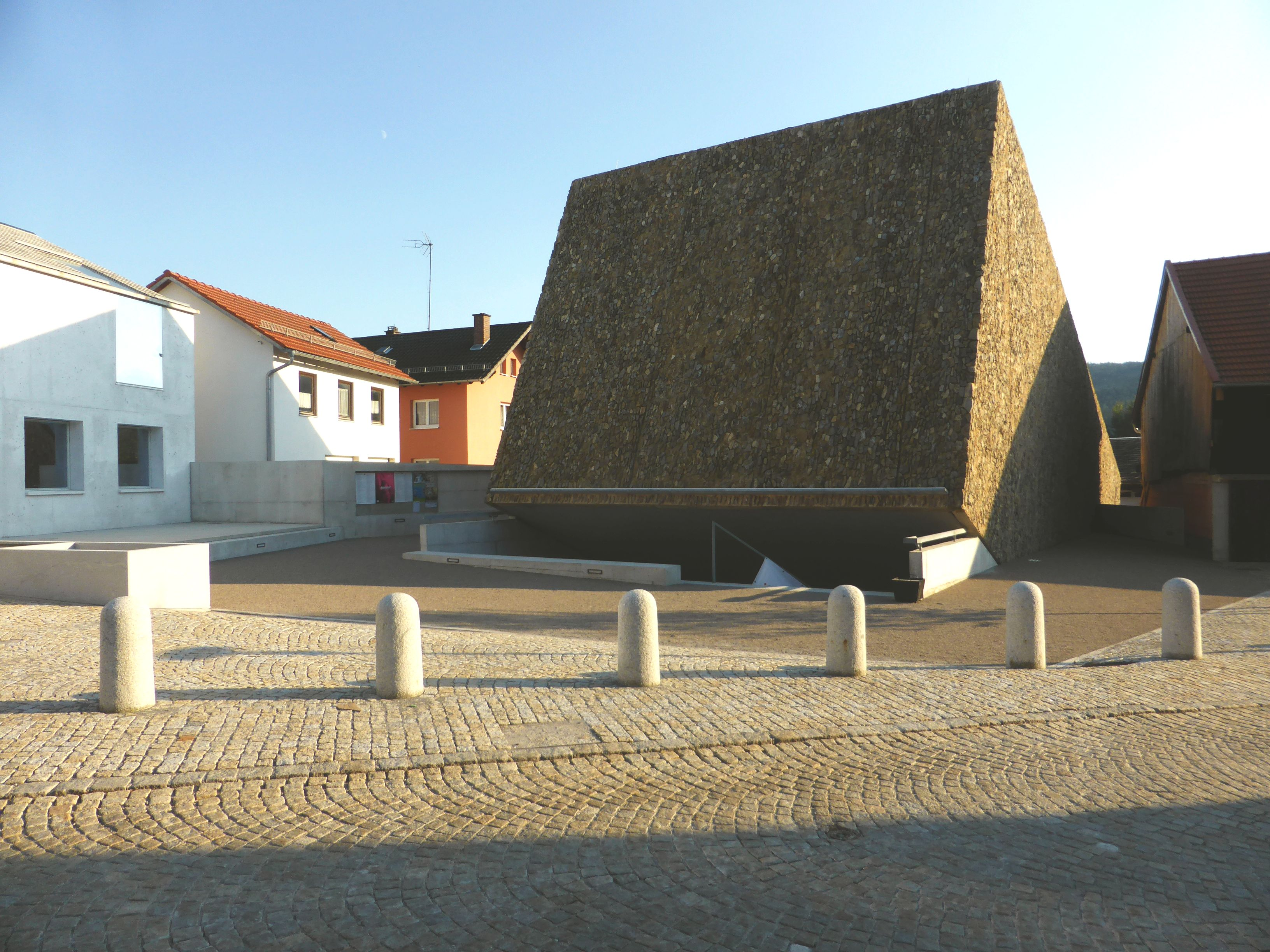
Konzerthaus Blaibach (Foto: 2016)

Die Verleihung der Nike fand am 2. Juli 2016 in Karlsruhe statt.
- Große Nike: Konzerthaus Blaibach; Architekt: Peter Haimerl, München; Bauherr: Gemeinde Blaibach
- Nike für Symbolik: Katholische Propsteikirche St. Trinitatis, Leipzig; Architekten: Schulz und Schulz, Leipzig; Bauherr: Katholische Propsteipfarrei St. Trinitatis
- Nike für Atmosphäre: Museum Luthers Sterbehaus, Eisleben; Architekt: Architekturbüro VON M, Stuttgart; Bauherr: Stiftung Luthergedenkstätten in Sachsen-Anhalt
- Nike für Fügung: Schuppen Eins, Bremen; Architekten: Westphal Architekten, Bremen; Bauherr: KJH Verwaltungs GmbH & Co KG
- Nike für Komposition: Neue Ortsmitte Wettstetten; Architekten: Bembé Dellinger Architekten und Stadtplaner, Greifenberg; Bauherr: Gemeinde Wettstetten
- Nike für Neuerung: E% Energieeffizienter Wohnungsbau, Ansbach; Architekten: Michael Deppisch, Freising; Bauherr: Joseph-Stiftung Kirchliches Wohnungsbauunternehmen
- Nike für soziales Engagement: Konzerthaus Blaibach; Architekt: Peter Haimerl Architektur, München; Bauherr: Gemeinde Blaibach
- Klassik-Nike: Flughafen Berlin-Tegel; Architekten: gmp, Meinhard von Gerkan, Volkwin Marg mit Klaus Nickels, Hamburg; Bauherr: Land Berlin

### 2019

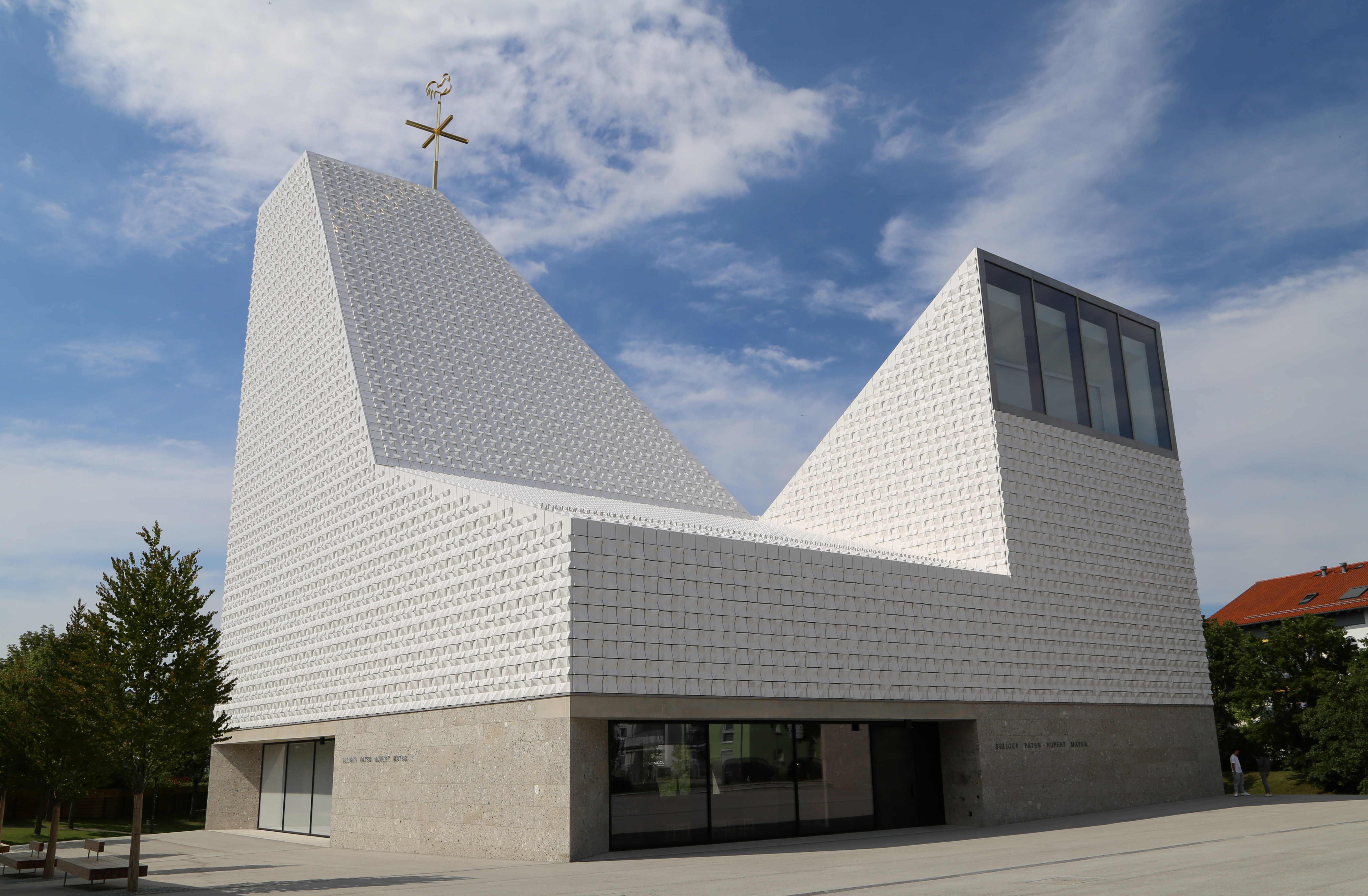
Kirchenzentrum Seliger Pater Rupert Mayer

Die Verleihung der Nike fand am 25. Mai 2019 in Halle (Saale) statt.
- Große Nike: Kirchenzentrum Seliger Pater Rupert Mayer, Poing; Architekt: Andreas Meck und Axel Frühauf, München; Bauherr: Erzbischöfliches Ordinariat München
- Nike für Symbolik: Elbphilharmonie, Hamburg; Architekten: Herzog & de Meuron, Basel; Bauherr: Freie und Hansestadt Hamburg, Behörde für Kultur und Medien
- Nike für Atmosphäre:  Die Wehrhahn-Linie, Düsseldorf; Architekt: netzwerkarchitekten GmbH, Darmstadt; Bauherr: Landeshauptstadt Düsseldorf, Amt für Verkehrsmanagement
- Nike für Fügung: Bremer Landesbank; Architekten: Caruso St John, Zürich; Bauherr: NORD / LB Norddeutsche Landesbank, vertreten durch NORD / FM Norddeutsche Facility-Management GmbH
- Nike für Komposition:  Mediathek der Burg Giebichenstein Kunsthochschule Halle; Architekten: F29 Architekten, Dresden, und ZILA Freie Architekten, Leipzig; Bauherr: Bau- und Liegenschaftsmanagement Sachsen-Anhalt
- Nike für Neuerung: Parkplatzüberbauung am Dantebad, München; Architekten: Florian Nagler, München; Bauherr: Gewofag Projekt GmbH
- Nike für soziales Engagement: Schule in Dettmannsdorf; Architekten: mrschmidt Architekten, Marika Schmidt, Berlin; Bauherr: Schulförderverein Dettmannsdorf e. V.
- Klassik-Nike: Kaiser-Wilhelm-Gedächtniskirche, Berlin; Architekt: Egon Eiermann; Bauherr: Evangelischer Kirchbauverein Berlin

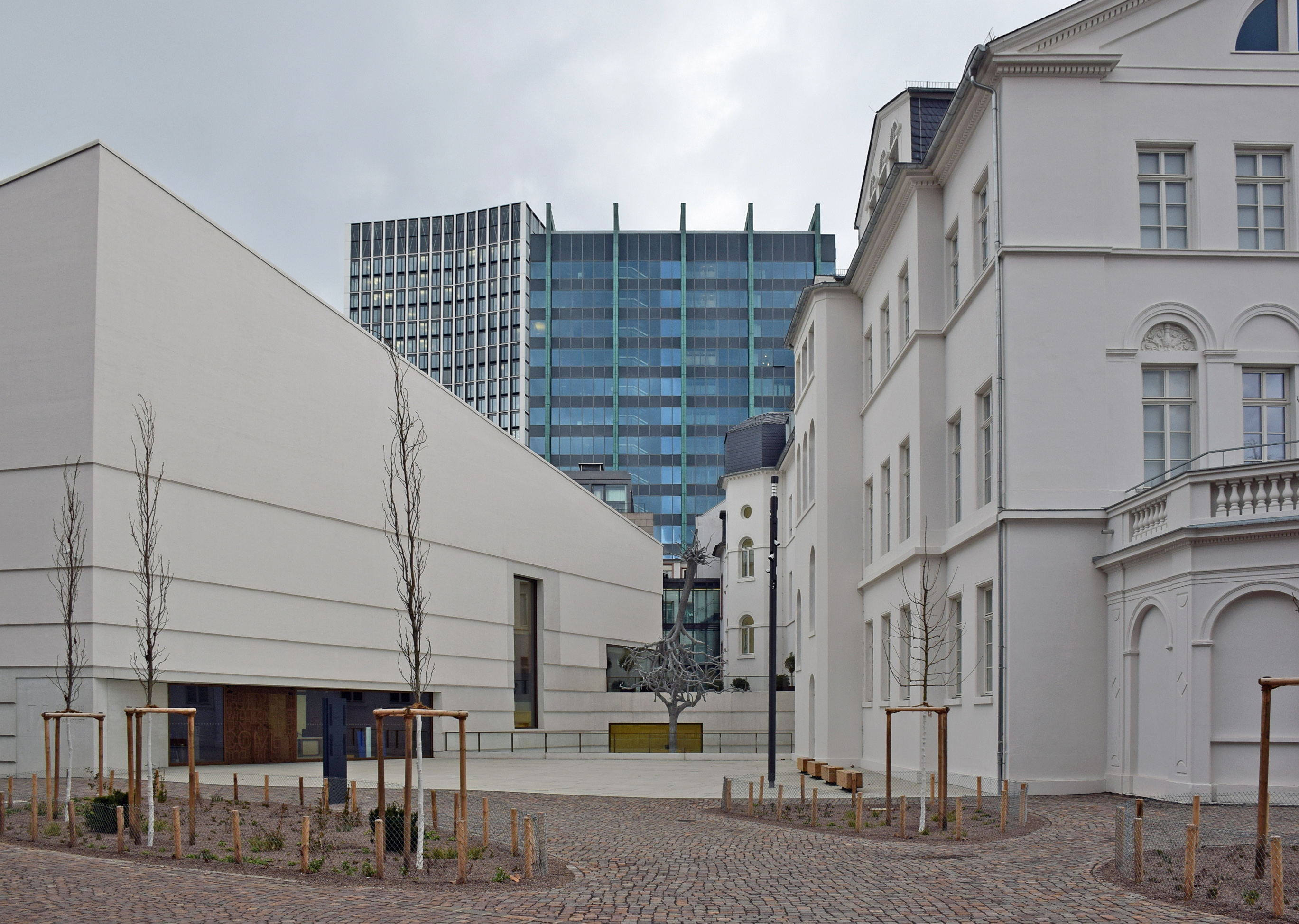
Jüdisches Museum Frankfurt

### 2022
Die Verleihung der Nike fand am 21. Mai 2022 in Nürnberg statt.
- Große Nike: Jüdisches Museum Frankfurt, Frankfurt am Main, Architekt: Staab Architekten, Berlin[8]
- Nike für Fügung: Hochschule für Schauspielkunst Ernst Busch, Berlin; Architekten: Ortner & Ortner Baukunst
- Nike für Neuerung: Forschungshäuser, Bad Aibling; Architekt: Florian Nagler
- Nike für soziales Engagement: San Riemo, München; Architekt: Summacumfemmer und Juliane Greb
- Nike für Atmosphäre: John Cranko Schule, Stuttgart; Architekt: Burger Rudacs Architekten, München
- Nike für Symbolik: Verwaltungsbau mit Gewächshaus, Oberhausen; Architekt: Kuehn Malvezzi Architects, Berlin
- Klassik-Nike: Wohnanlage Genter Straße, München; Architekten: Otto Steidle, Doris und Ralph Thut[9]
- Nike für Komposition: Sauerland-Museum, Museums- und Kulturforum Südwestfalen, Arnsberg; Architekten: Bez+Kock Architekten bda, Stuttgart